# Mayang
Der Autonome Kreis Mayang der Miao (chinesisch 麻阳苗族自治县, Pinyin Máyáng Miáozú zìzhìxiàn) ist ein autonomer Kreis der Miao in der chinesischen Provinz Hunan. Er gehört zum Verwaltungsgebiet der bezirksfreien Stadt Huaihua. Der Kreis hat eine Fläche von 1.561 km² und zählt 313.305 Einwohner (Volkszählung 2020). Hauptort ist die Großgemeinde Gaocun (高村镇).

## Administrative Gliederung
Auf Gemeindeebene setzt sich der autonome Kreis aus sechs Großgemeinden und achtzehn Gemeinden zusammen. 